# 3529 Dowling
3529 Dowling eller 1981 EQ19 är en asteroid i huvudbältet som upptäcktes den 2 mars 1981 av den amerikanska astronomen Schelte J. Bus vid Siding Spring-observatoriet. Den är uppkallad efter den amerikanske astronomen Timothy E. Dowling.
Asteroiden har en diameter på ungefär 6 kilometer.